# Underbar frid
Underbar frid och andra sånger, sjungna och samlade av Einar Ekberg, avsedda för enskilt och offentligt gudstjänstbruk, gavs ut 1943 på Förlaget Filadelfia. Samlingen innehåller elva verk avsedda för gudstjänstsång och kan därmed klassificeras som psalmbok eller "sångsamling med andliga sånger".

## Innehåll
- 1 Jag funnit en Frälsare, mäktig och god med titel Underbar frid, från engelskan av Einar Wærmö, tonsatt av C. E. Brown
- 2 Trygga och säkra i fårfållans hus med titel Det vilselupna, från engelskan av Einar Wærmö, tonsatt av E. T. Seat
- 3 När på min vandringsstig solen gått ner av W. C. Poole, fritt från engelskan av Einar Ekberg och Helmer Frejdh, tonsatt av Bentley D Ackley
- 4 Ej för kommande dag vill jag sörja av Daniel Webster Whittle, från engelskan av Helmer Frejdh, tonsatt av A. W. Moody
- 5 När av molnet solens strålar brytas med titel Uti natten himlens stjärnor le, av A. H. A., från engelskan av Helmer Frejdh, tonsatt av Alfred Henry Ackley
- 6 I Österland, i nattens mörka timma med titel Nu strålar stjärnan (julsång), av Teofil Engström, tonsatt av Einar Ekberg
- 7 Det finns ett land där ingen mera gråter med titel Det finns ett land (duett), av Sigrid Hansson, tonsatt av Einar Ekberg
- 8 Tro dig igenom, förtrösta på Herren med titel Tro dig igenom, av Sigrid Hansson, tonsatt av Einar Ekberg
- 9 När stormig natt över allt sig sänker med titel I stormig natt, av Thure Bäckman, tonsatt av Einar Ekberg
- 10 Under dagens aftontimma kom en oro med titel Under dagens aftontimma, av Thure Bäckman, tonsatt av Einar Ekberg
- 11 Jesus är kommen, jubla mitt hjärta med titel Jesus är kommen, av Carl Hedeen, tonsatt av Einar Ekberg